# Горан Вукчевић
Горан Вукчевић (Никшић, 1953. ) српски је керамичар из Црне Горе. 

## Биографија
Горан Вукчевић је Факултет примењених уметности, одсек керамике, завршио у Београду, у класи професорке Мирјане Исаковић. Прву самосталну изложбу имао је у Канади, где је живео од 1982. до 1989. Од краја осамдесетих година прошлог века живи и ради у Херцег Новом.
Вукчевићева керамика у техници мајолике представљена је на самосталним изложбама у Београду, Херцег Новом и Подгорици. Излагао је и у оквиру колективних изложби Свет керамике на међународном фестивалу Мермер и звуци у Аранђеловцу и у Уметничком павиљону Цвијета Зузорић у Београду.